# ミシュテカ文字

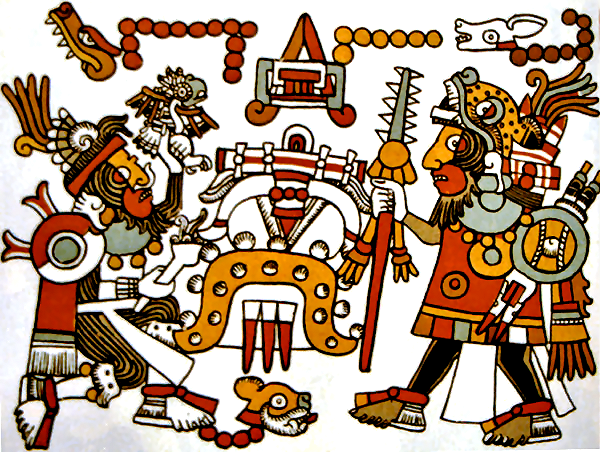
ナットール絵文書の模写。右上に八の鹿と記されており、右の人物が八の鹿・ジャガーの爪であることを示す。その左は七の家の年(1097)を表す。左の人物は四のジャガー

ミシュテカ文字（ミシュテカもじ）は、今のメキシコ南部のオアハカ州西部からプエブラ州南部にかけて広がるミシュテカ文明によって使用された文字。後古典期からスペイン人による征服以降の17世紀ごろまで使われたが、部分的にしか解読されていない。
中央メキシコのアステカ文字と同様に、絵を中心として、数字や暦の日付、固有名詞などを補うために文字が使用される。このため、単語を記すことはあっても文字だけで文章を記すことはなく、文字というよりも原文字に近い。

## 概要
ミシュテック語は、サポテック語と同じオト・マンゲ語族に属しており、アステカ文字で表されるユト・アステカ語族のナワトル語とはまったく異なるが、ミシュテカ文字はアステカ文字とよく似ていて、主要な情報は絵によって表され、絵では表現が難しい日付、人名、地名などが文字によって補われる。ライデン大学のヤンセンによると、両者はおそらくともにテオティワカンに起源を持つという。
ミシュテカの地では、もとサポテカ文字に近いニュイニェ文字と呼ばれる文字が使われていたが、後古典期早期以降はミシュテカ文字が取ってかわった。
アステカ文字と同様に、地名ではときに表音的に文字が使用される。たとえば、Yucu Dzaa（鳥山、トゥトゥテペク）という地名は、山と鳥で表されるが、鳥の中に顎の絵が含まれており、dzaa（顎）と読むことを表している。
数字は円を並べることで表す。たとえば13は円を13個並べる。ミシュテカでもメソアメリカで一般的な260日の暦が使われたが、これは13の数字と20の日付の記号（多くは動物の顔）を組み合わせる。52年のカレンダー・ラウンドを表すための特別な記号があり、ラテン・アルファベットの大文字のAとOを組み合わせたような形をしている。この記号の中に4つの日付の記号のひとつ（ウサギ・葦・石刀・家）を書き、数字を加える。

## 資料
現存するミシュテカ文字の主な資料は鹿皮に書かれた絵文書や布(lienzo)である。ミシュテカ絵文書はティラントンゴを中心とするミシュテカの歴史、とくに八の鹿「ジャガーの爪」の事績を記している。大部分の絵文書はイギリスやイタリアなどのヨーロッパにあるが、コロンビーノ絵文書はメキシコにある。
- ボドリ絵文書(Codex Bodley)
- ウィーン絵文書(Codex Vienna / Codex Vindobonensis Mexicanus 1[3])
- ナットール絵文書(Codex Zouche-Nuttall)
- コロンビーノ絵文書(Codex Colombino-Becker)
- セルデン絵文書(Codex Selden)
- エジャートン絵文書(Codex Egerton 2895 / Codex Waecker-Götter / Codex Sánchez Solís)
- ムーロ絵文書(Codex Muro)
- テュレーン絵文書(Codex Tulane)

このうち、エジャートン絵文書とムーロ絵文書はラテン文字でミシュテック語を記している。
メキシコの考古学者アルフォンソ・カソは、これらの絵文書をスペイン人の残した地図と比較することでミシュテカの王統を明らかにした。
ほかに、ボルジア絵文書などの宗教的な内容を持つ絵文書群（ボルジア・グループと呼ばれる）の一部分もミシュテカのものと言われることがあるが、学者の意見は一致していない。